# Matteo Bruscagin
Matteo Bruscagin (Milão, 3 de agosto de 1988) é um futebolista italiano. Que atua como zagueiro. Suas duas últimas equipes foi o Pizzighettone e Monza , atualmente joga pelo Milan .